# Adrián Rosa Hidalgo
Adrián Rosa Hidalgo   (Granada, 1931) és un pintor andalús resident a Eivissa.

## Biografia
Nascut a Granada, va arribar a Eivissa amb els seus pares amb tan sols dos anys, el 1933. Comença els seus estudis a l'Escola d'Arts Aplicades i Oficis Artístics, l'any 1943, amb 12 anys, compaginant amb l'institut de batxillerat. Allí va haver de professor al pintor Josep Tarrés Palau. A la mort d'en Tarrés, el 1943, va ser alumne d'Ignacio Agudo Clará. Foren companys seus d'estudis Antoni Pomar i Vicent Calbet, entre d'altres. Després va conèixer a Francisco Carreño, pintor valencià i professor de l'Institut de Batxillerat Santa Maria d'Eivissa. Carreño li va aconsellar anar-se’n a estudiar a València. Realitza els seus estudis de Belles Arts becat a l'Escola Superior de Belles Arts de Sant Carles de València.
En finalitzar els estudis sol·licita i obté una plaça interina de professor de dibuix a Cartagena, a l'Institut Isaac Peral. A Cartagena va realitzar dues exposicions individuals. Així i tot, mai interromp la seva vinculació amb Eivissa, on passa els estius i participa a diverses exposicions col·lectives. Abandona la seva plaça a l'Institut de Cartagena i se’n va a viure a Copenhaguen. Aquest període va durar cinc anys entre Dinamarca i Bèlgica principalment, encara que va recórrer molts països europeus com a professor de guitarra espanyola i amb un grup de flamenc. Amb el grup flamenc va visitar també els països escandinaus, Iugoslàvia, etc.

## Trajectòria artística
Va realitzar algunes exposicions a Brussel·les. Després de l'experiència Belga torna a Eivissa l'any 1964, on va reprendre la pintura i va començar a exposar cada any en la Caixa de Pensions i també per tota l'illa. Participa a diverses col·lectives a El Corsario, a Ivan Spence i abans a la Van der Voort. Del 70 i fins a l'any 72 va treballar també el cuir. L'any 2011 va fer una retrospectiva al desaparegut Centre Cultural S'Alamera del Consell d'Eivissa. També ha exposat els darrers anys Sa Nostra Sala.
Com a restaurador va fer la restauració de la volta de Santo Domingo, i la dels retrats de la galeria de fills il·lustres de la Ciutat.